# Önanthsäure
Önanthsäure (auch Oenanthsäure, in internationaler Schreibweise Enanthsäure, n-Heptansäure) ist eine gesättigte Fett- bzw. Alkansäure. Sie leitet sich von dem Alkan n-Heptan ab. Ihre Salze und Ester werden als Heptanoate oder Oenanthate bezeichnet. Im medizinischen und pharmazeutischen Bereich lautet die international anerkannte Kurzform für das Anion der Önanthsäure gemäß den INN-Regeln Enantat. Der Name kommt von griechisch οἶνος (oinos), der Wein, da Önanthsäure erstmals im Rückstand von Weinhefe entdeckt wurde. Trotz der Namensähnlichkeit handelt es sich bei Önanthsäure nicht um Weinsäure.
Sie ist Bestandteil von Fuselöl, Bier, Rum, Kaffee, Schwarztee, Sauerkraut, Schimmelkäse und verschiedener ätherischer Öle z. B. des Veilchenöls (öliger Absud der Blüten von Viola odorata) und Kalmusöls (Acorus calamus) und kommt auch in verschiedenen Früchten, wie Erdbeeren und Bananen, und Gemüsen vor, wie auch in Fischöl und Fleisch.

## Eigenschaften
Önanthsäure ist unter Standardbedingungen eine unangenehm riechende, in Wasser nur wenig lösliche, viskose, farblose Flüssigkeit. Önanthsäure ist brennbar, aber mit einem Flammpunkt von 115 °C und einer Zündtemperatur von 380 °C nur sehr schwer entzündbar.

## Gefahren
Önanthsäure ist schwach wassergefährdend, außerdem wirkt sie ätzend. Inhalation der Önanthsäure führt zu einem brennenden Gefühl, Husten, Kopfschmerzen, Kurzatmigkeit und Übelkeit, diese Symptome können mit Verzögerung eintreten. Wegen der geringen Wasserlöslichkeit geschieht eine Resorption vorwiegend über die Haut und Atemwege. Dabei erhöht Önanthsäure die Durchlässigkeit der Haut auch für andere, weniger hautgängige Stoffe.

## Verwendung
Önanthsäure wird in der Parfümerie verwendet. Der entsprechende Methylester (Methylheptanoat) wurde als Insektizid gegen Blattläuse eingesetzt.
Önanthsäure und die entsprechenden Ester (zum Beispiel Methylheptanoat und Ethylheptanoat) werden als Aromastoffe für Butter-, Käse- sowie Fruchtaromen eingesetzt. Die Konzentration im Endprodukt liegt dabei zwischen 0,08 und 6 ppm. Eine weitere Verwendung ist der Einsatz als Stabilisator in Schmiermitteln und als Hydraulikflüssigkeit.
Der Triglycerin-Ester der Önanthsäure Glycerintriheptanoat (GTH) ist seit dem 12. September 2007 der offizielle EU-Grundstoff für die Markierung von Risikofleisch.
Die Önanthsäure wird als Säurekomponente zur Synthese von Estern mit alkoholischen oder phenolischen Arzneistoffen verwendet, zum Beispiel im Norethisteronoenantat (einem injizierbaren Depotgestagen zur Empfängnisverhütung), Testosteroenanthat, Trenbolonenanthat oder Drostanolonenanthat. Dies erhöht die Halbwertszeit und Stabilität der Arzneistoffe, da zum einen im Metabolismus zunächst die Esterbindung hydrolysiert werden muss. Weiterhin sinkt die Wasserlöslichkeit durch den unpolaren Charakter der Alkylkette der Säure im Vergleich zu einer freien Hydroxygruppe.